# Усть-Манчаж
Усть-Манча́ж (рос. Усть-Манчаж) — присілок у складі Артинського міського округу Свердловської області.
Населення — 147 осіб (2010, 163 у 2002).
Національний склад станом на 2002 рік: татари — 95 %.